# Batalion pancerny (II RP)
Bataliony pancerne – oddziały broni pancernych, występujące w organizacji pokojowej Wojska Polskiego II RP, w latach 1935-1939.

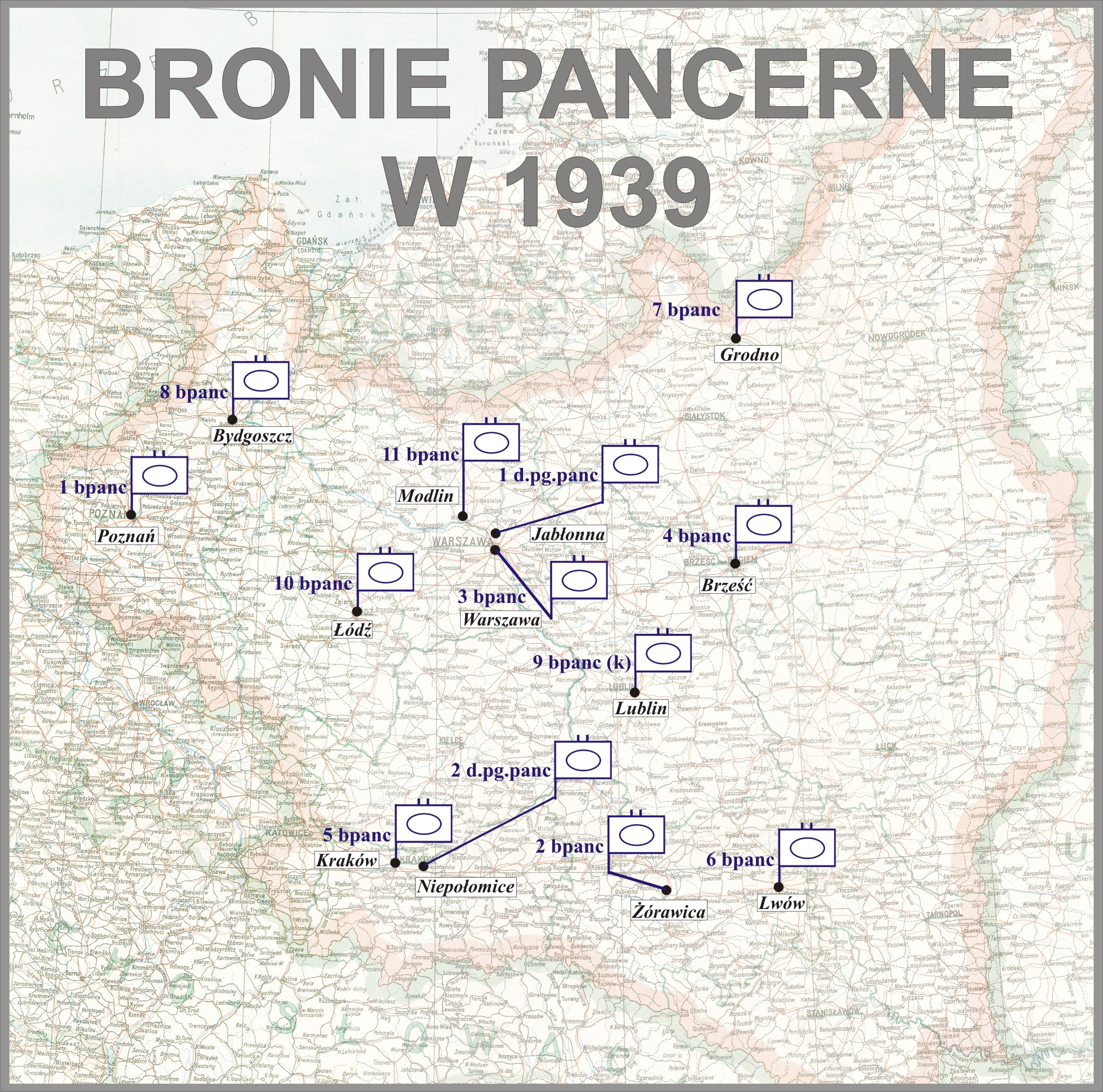
Bronie pancerne Wojska Polskiego w 1939 przed wybuchem II wojny światowej

Bataliony zostały powołane rozkazem Dowództwa Broni Pancernych MSWojsk. z 26 lutego 1935 o przemianowaniu i o organizacji 4 nowych batalionów pancernych.
Były to jednostki wojskowe „czasu P” spełniająca zadania mobilizacyjne wobec oddziałów i pododdziałów broni pancernej „czasu W”. W okresie pokoju spełniała również zadania organizacyjne i szkoleniowe.

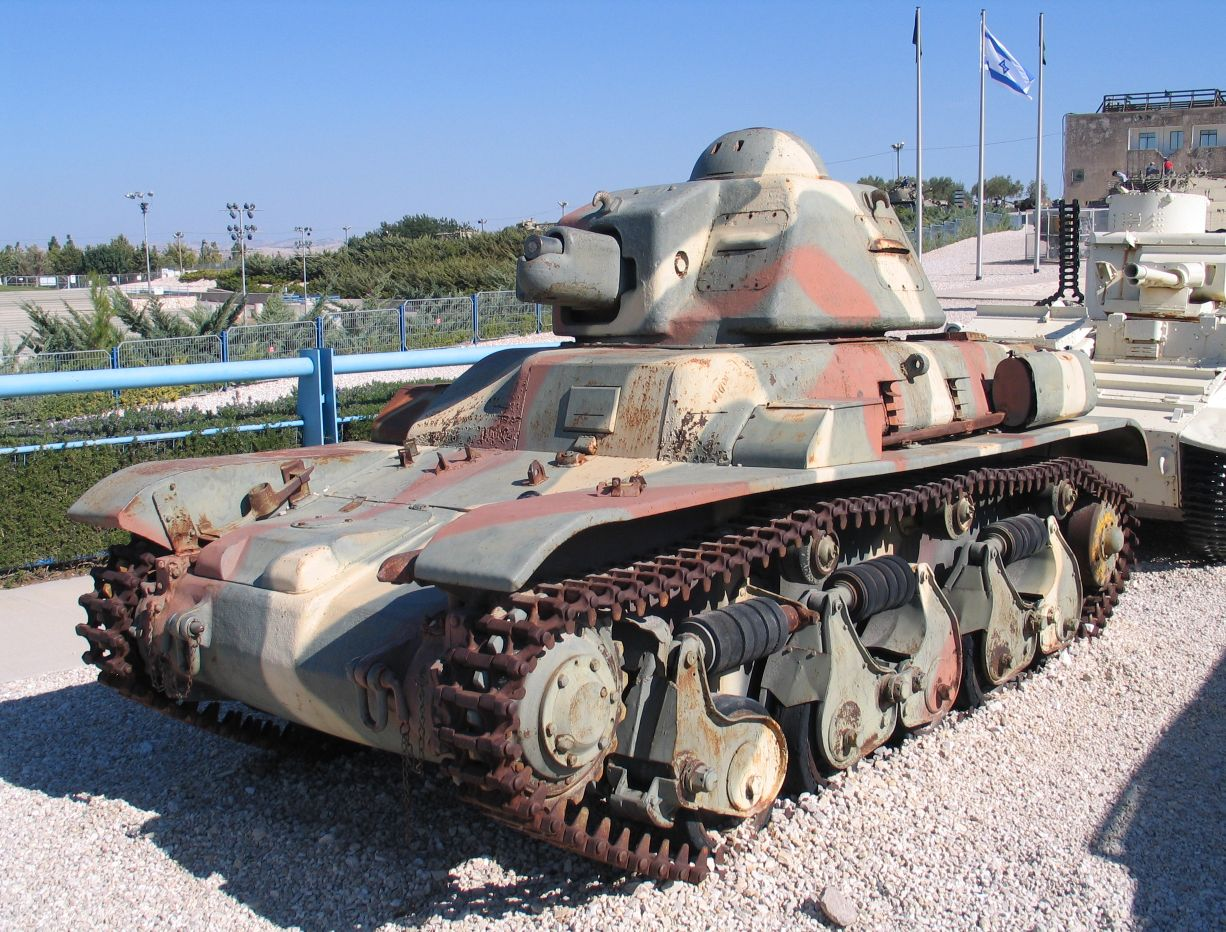
czołg Renault R-35

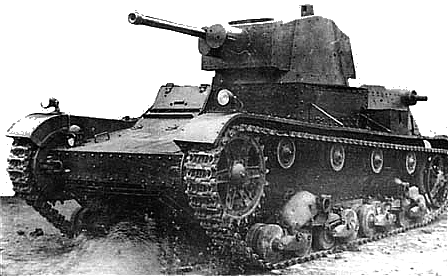
czołg 7TP

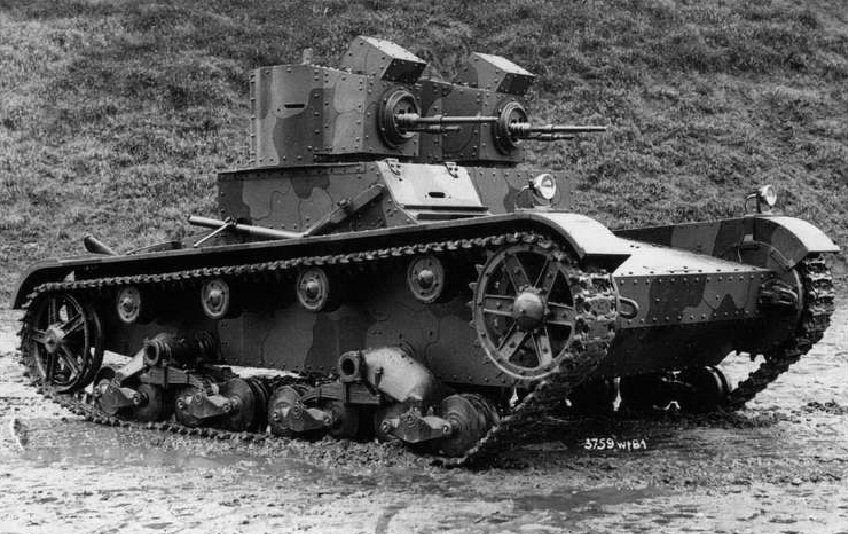
czołg -Vickers E

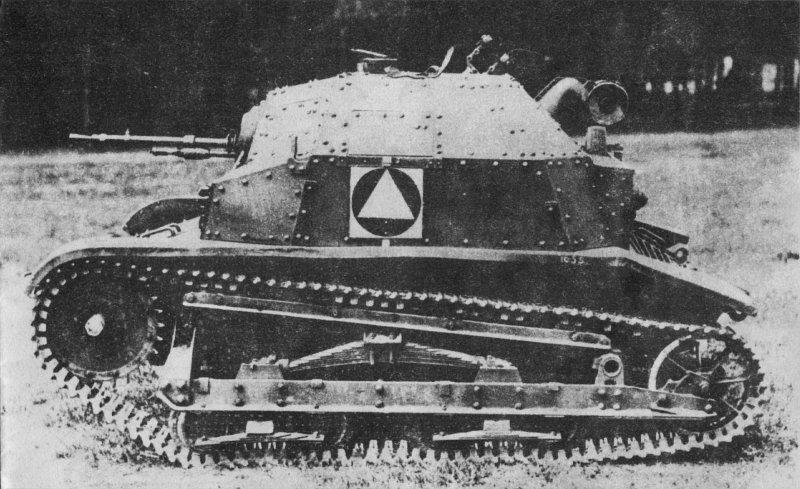
TKS

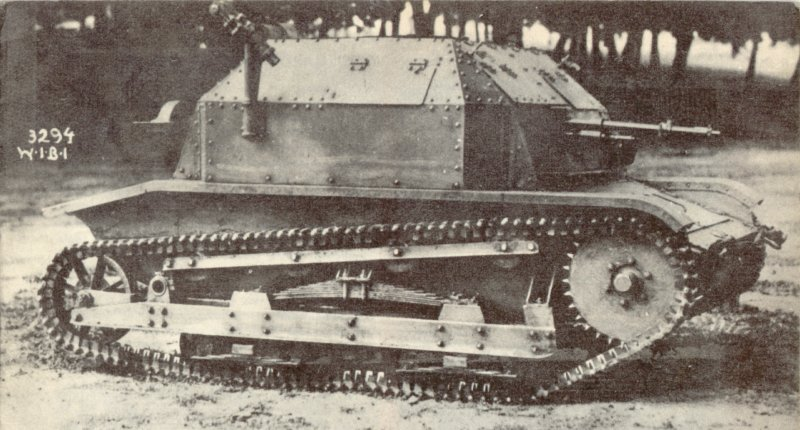
czołg TK-3

## Struktura batalionu pancernego
Typowa organizacja batalionu pancernego do 1937:
- dowództwo
- kwatermistrzostwo
- kompania szkolna
- kompania pancerna młodszego rocznika (samochody pancerne)
- kompania pancerna starszego rocznika (czołgi)
- kompania motorowa
- kompania gospodarcza
- pluton łączności
- park
- składnica

Etat przewidywał 36 oficerów, 111 podoficerów zawodowych, 75 podoficerów nadterminowych, 409 strzelców i 12 osób personelu cywilnego.
Z czasem bataliony zatraciły jedność organizacyjną. W 1939 wyrównany skład: po trzy kompanie czołgów rozpoznawczych i szwadronie samochodów pancernych miały: 1., 4., i 8. batalion pancerny. Pozostałe były batalionami większym, a 2 batalion pancerny osiągnął rozmiary pułku

## Możliwości mobilizacyjne batalionu
Bataliony pancerne były jednostkami mobilizującymi pododdziały broni pancernych, przewidziane do sformowania zgodnie z planem operacyjnym „Zachód” lub „Wschód”, na podstawie planu mobilizacyjnego „W”. Po zorganizowaniu wymienionych wyżej pododdziałów oraz przekazaniu nadwyżek ludzi sprzętu do ośrodków zapasowych bataliony były likwidowane.
W zależności od stopnia rozwinięcia (skadrowania) oraz ilości i rodzaju posiadanego sprzętu batalion pancerny mógł sformować:
- 1 batalion czołgów lekkich 7-TP lub R-35,
- 1–3 dywizjony pancerne,
- 1–3 samodzielne kompanie czołgów rozpoznawczych, kompanię czołgów lekkich lub wolnobieżnych,
- 1 kolumnę samochodów osobowych dla KG armii,
- 2–5 kolumn samochodów ciężarowych typu I i II dla armii,
- 1 krajową kolumnę samochodów ciężarowych dla OK,
- 1–2 kolumny samochodów sanitarnych dla armii,
- 1 kolumnę samochodów osobowo-sanitarnych dla OK,
- 1–2 parki broni pancernych, stałych lub ruchomych,
- 1 czołówkę reperacyjną (naprawczą).

## Bataliony pancerne w 1939
|                                                | Bataliony pancerne   | Zmobilizowane pododdziały pancerne i rozpoznawcze |
| ---------------------------------------------- | -------------------- | ------------------------------------------------- |
|                                                | 1 batalion pancerny  | 71 dywizjon pancerny                              |
| 71 samodzielna kompanię czołgów rozpoznawczych | 1 batalion pancerny  |                                                   |
| 72 samodzielna kompanię czołgów rozpoznawczych | 1 batalion pancerny  |                                                   |
|                                                | 2 batalion pancerny  | 2 batalion czołgów lekkich                        |
| 111 kompania czołgów wolnobieżnych             | 2 batalion pancerny  |                                                   |
| 112 kompania czołgów wolnobieżnych             | 2 batalion pancerny  |                                                   |
| 113 kompania czołgów wolnobieżnych             | 2 batalion pancerny  |                                                   |
| 121 kompania czołgów lekkich                   | 2 batalion pancerny  |                                                   |
| 101 kompania czołgów rozpoznawczych            | 2 batalion pancerny  |                                                   |
|                                                | 3 batalion pancerny  | 1 batalion czołgów lekkich                        |
| Ośrodek Zapasowy Broni Pancernych nr 1         | 3 batalion pancerny  |                                                   |
|                                                | 4 batalion pancerny  | 91 dywizjon pancerny                              |
| 91 samodzielna kompania czołgów rozpoznawczych | 4 batalion pancerny  |                                                   |
| 92 samodzielna kompania czołgów rozpoznawczych | 4 batalion pancerny  |                                                   |
|                                                | 5 batalion pancerny  | 51 dywizjon pancerny                              |
| 51 samodzielna kompania czołgów rozpoznawczych | 5 batalion pancerny  |                                                   |
| 52 samodzielna kompania czołgów rozpoznawczych | 5 batalion pancerny  |                                                   |
|                                                | 6 batalion pancerny  | 61 dywizjon pancerny                              |
| 62 dywizjon pancerny                           | 6 batalion pancerny  |                                                   |
| 61 samodzielna kompania czołgów rozpoznawczych | 6 batalion pancerny  |                                                   |
| 62 samodzielna kompania czołgów rozpoznawczych | 6 batalion pancerny  |                                                   |
| 63 samodzielna kompania czołgów rozpoznawczych | 6 batalion pancerny  |                                                   |
|                                                | 7 batalion pancerny  | 31 dywizjon pancerny                              |
| 32 dywizjon pancerny                           | 7 batalion pancerny  |                                                   |
| 33 dywizjon pancerny                           | 7 batalion pancerny  |                                                   |
| 31 samodzielna kompania czołgów rozpoznawczych | 7 batalion pancerny  |                                                   |
| 32 samodzielna kompania czołgów rozpoznawczych | 7 batalion pancerny  |                                                   |
|                                                | 8 batalion pancerny  | 81 dywizjon pancerny                              |
| 81 samodzielna kompania czołgów rozpoznawczych | 8 batalion pancerny  |                                                   |
| 82 samodzielna kompania czołgów rozpoznawczych | 8 batalion pancerny  |                                                   |
|                                                | kadra 9 bpanc        | Ośrodek Zapasowy Broni Pancernych nr 2            |
|                                                | 10 batalion pancerny | 41 samodzielna kompania czołgów rozpoznawczych    |
| 42 samodzielna kompania czołgów rozpoznawczych | 10 batalion pancerny |                                                   |
|                                                | 11 batalion pancerny | 11 dywizjon pancerny                              |
| 12 kompania czołgów lekkich                    | 11 batalion pancerny |                                                   |
|                                                | 12 batalion pancerny | 21 dywizjon pancerny                              |
| 21 batalion czołgów lekkich                    | 12 batalion pancerny |                                                   |
| samodzielna kompania czołgów R-35              | 12 batalion pancerny |                                                   |